# Rosemarie Scherberger
Rosemarie Scherberger (nacida como Rosemarie Weiß, Friburgo de Brisgovia, 19 de julio de 1935-Friburgo de Brisgovia, 20 de julio de 2016) fue una deportista alemana que compitió para la RFA en esgrima, especialista en la modalidad de florete.
Participó en dos Juegos Olímpicos de Verano en los años 1960 y 1964, obteniendo una medalla de bronce en Tokio 1964 en la prueba por equipos. Ganó una medalla de bronce en el Campeonato Mundial de Esgrima de 1959.

## Palmarés internacional
| Representando al Equipo Alemán Unificado |                    |                   |                     |
| Juegos Olímpicos                         |                    |                   |                     |
| Año                                      | Lugar              | Medalla           | Prueba              |
| 1964                                     | Tokio (Japón)      | Medalla de bronce | Florete por equipos |
| Representando a la RFA                   |                    |                   |                     |
| Campeonato Mundial                       |                    |                   |                     |
| Año                                      | Lugar              | Medalla           | Prueba              |
| 1959                                     | Budapest (Hungría) | Medalla de bronce | Florete por equipos |